# El Xoconoxtle
El Xoconoxtle är en ort i Mexiko.   Den ligger i kommunen San Diego de la Unión och delstaten Guanajuato, i den centrala delen av landet, 270 km nordväst om huvudstaden Mexico City. El Xoconoxtle ligger 2 008 meter över havet och antalet invånare är 150.
Terrängen runt El Xoconoxtle är en högslätt. Runt El Xoconoxtle är det ganska tätbefolkat, med 52 invånare per kvadratkilometer. Närmaste större samhälle är San Luis de la Paz, 20,0 km öster om El Xoconoxtle. Trakten runt El Xoconoxtle består till största delen av jordbruksmark.